# Laimosemion

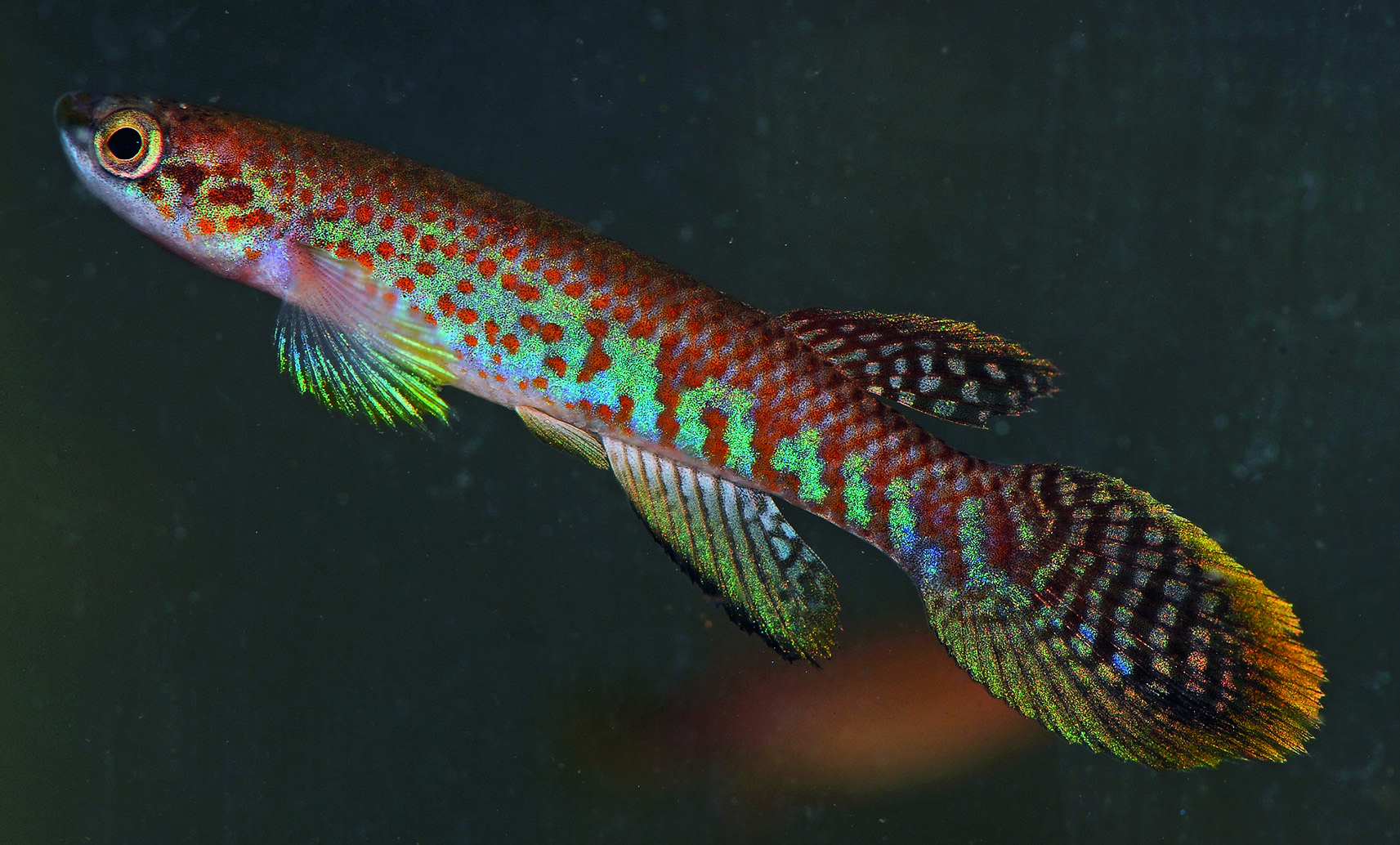
Laimosemion geayi

Laimosemion ist eine Fischgattung aus der Ordnung der Zahnkärpflinge (Cyprinodontiformes) die im nordwestlichen Südamerika, in den Flüssen der drei Guayanas, im Einzugsbereich des oberen Orinocos in Venezuela und Kolumbien, im Einzugsbereich des Rio Negros, im zentralen und östlichen Amazonasbecken in Brasilien und im Einzugsbereich des Amazonas in Peru vorkommt. Die Gattung gehörte ursprünglich als Untergattung zu Rivulus und bekam erst 2011 den Gattungsrang. Dabei wurde auch die Untergattung Owiyeye mit Laimosemion synonymisiert.

## Merkmale
Laimosemion-Arten sind sehr klein und erreichen in der Regel nur eine Standardlänge von etwa 2 bis 4 cm. In ihrer Färbung und Flossenmorphologie sind sie sehr divers. Die Schwanzflosse ist bei den meisten Arten spatenförmig, bei anderen abgerundet oder leierförmig. Rücken- und Afterflosse sind oft sehr kurz, am Ende abgerundet oder leicht zugespitzt, manchmal auch lang, bis zur Mitte der Schwanzflosse reichend. Die Bauchflossen sind in der Regel kürzer als bei anderen Rivuliden, die keine Saisonfische sind, bei einigen jedoch lang mit ausgezogenen Filamenten. Von allen anderen Rivuliden unterscheidet sich Laimosemion durch die intensiv gelb oder orange gefärbte Afterflosse der Weibchen (transparent bei den anderen Gattungen bzw. rosa bei einigen Atlantirivulus-Arten).
Von Rivulus unterscheidet sich Laimosemion vor allem durch die nur basale Beschuppung der Schwanzflosse (bei Rivulus ist die gesamte rumpfseitige Hälfte der Schwanzflosse beschuppt), drei Neuromasten auf den vorderer Überaugenknochen (Supraorbitalia) (vier bei Rivulus), eine bezahnte vierte Ceratobranchiale (“unterer Schlundkiefer”) (unbezahnt bei Rivulus), dem Fehlen eines schwarzen runden Flecks mit weißem Rand im vorderen und oberen Bereich des Schwanzstiels (vorhanden bei von Rivulus), durch eine mittige Lücke voneinander getrennte dorsale und ventrale Hypuralia (verschmolzen bei Rivulus) und die gut entwickelten Neuralbögen der Schwanzwirbel (rudimentär bei Rivulus).

## Arten
Die Gattung Laimosemion umfasst folgende 35 Arten:
- Untergattung Laimosemion
  - breviceps-Komplex
    - Laimosemion breviceps (Eigenmann, 1909)
    - Laimosemion gransabanae (Lasso, Taphorn & Thomerson, 1992)
    - Laimosemion lyricauda (Thomerson, Berkenkamp & Taphorn, 1991)
    - Laimosemion mahdiaense (Suijker & Collier, 2006)
    - Laimosemion paryagi Vermeulen, Suijker & Collier, 2012
    - Laimosemion sape (Lasso-Alcalá, Taphorn, Lasso & León-Mata, 2006)
    - Laimosemion torrenticola (Vermeulen & Isbrücker, 2000)

  - geayi-Komplex
    - Laimosemion agilae (Hoedeman, 1954)
    - Laimosemion cladophorus (Huber, 1991)
    - Laimosemion dibaphus (Myers, 1927)
    - Laimosemion frenatum (Eigenmann, 1912)
    - Laimosemion geayi (Vaillant, 1899)
    - Laimosemion mabura Valdesalici & García Gil, 2015
    - Laimosemion strigatum (Regan, 1912)
    - Laimosemion xiphidius (Huber, 1979)
- Untergattung Owiyeye
  - foliiscola-Komplex
    - Laimosemion foliiscola (Vermeulen & Mejia-Vargas, 2020)

  - rectocaudatum-Komplex
    - Laimosemion altivelis (Huber, 1992)
    - Laimosemion amanapira (Costa, 2004)
    - Laimosemion flammaecauda (Vermeulen & Mejia-Vargas, 2020)
    - Laimosemion nicoi (Thomerson & Taphorn, 1992)
    - Laimosemion rectocaudatum (Fels & de Rham, 1981)
    - Laimosemion staecki (Schindler & Valdesalici, 2011)
    - Laimosemion tecminae (Thomerson, Nico & Taphorn, 1992)
    - Laimosemion tomasi (Vermeulen, Valdesalici & García Gil, 2013)

  - roemeri-Komplex
    - Laimosemion anitae Nielsen, Hoetmer & Vandenkerkhove, 2023
    - Laimosemion carolinae (Vermeulen & Mejia-Vargas, 2020)
    - Laimosemion gili Valdesalici & Nielsen, 2017
    - Laimosemion jauaperi Costa & Bragança, 2013
    - Laimosemion kirovskyi (Costa, 2004)
    - Laimosemion leticia Valdesalici, 2016
    - Laimosemion roemeri (Costa, 2003)
    - Laimosemion sladkowskii (Vermeulen, 2023)
    - Laimosemion uakti (Costa, 2004)
    - Laimosemion uatuman (Costa, 2004)
    - Laimosemion ubim Costa & Lazzarotto, 2014